# Hans Hallier (Botaniker)
Johannes Gottfried „Hans“ Hallier (* 6. Juli 1868 in Jena; † 10. März 1932 in Oegstgeest bei Leiden) war ein deutscher Botaniker. Sein offizielles botanisches Autorenkürzel lautet „Hallier f.“. Er war der Sohn des Botanikers und Philosophen Ernst Hallier.

## Leben
Hallier begann 1888 das Studium der Botanik und Zoologie an der Universität Jena, wo Ernst Stahl und Ernst Haeckel seine Lehrer waren. Ab 1890 studierte er an der Universität München bei Ludwig Radlkofer und Richard Hertwig. 1892 wurde er in Jena zum Dr. phil. promoviert.
Im selben Jahr wurde er wissenschaftlicher Assistent im Botanischen Garten der Universität Göttingen, 1893 bis 1897 im Botanischen Garten Buitenzorg auf Java, wo er teilweise als holländischer Beamter angestellt war. 1897 wurde er Assistent am Botanischen Institut der Universität München, 1898 am Botanischen Museum in Hamburg.
Von 1903 bis 1904 unternahm Hallier eine Reise nach Ceylon (heute Sri Lanka), dem indischen und malaiischen Archipel sowie nach China und Japan. 1908 bis 1922 arbeitete er als Kustos am Rijksherbarium in Leiden.
Hallier arbeitete ein phylogenetisches Pflanzensystem aus, wobei er neben morphologischen auch mikroskopisch-anatomische und biochemische Methoden einsetzte.

## Ehrungen
Nach ihm benannt ist die Pflanzengattung Hallieracantha Stapf aus der Familie der Akanthusgewächse (Acanthaceae).

## Schriften
- Indonesische Leidensblumen. [S.l.], 1922
- Neue Vorschläge zur botanischen Nomenklatur. Hamburg, 1905
- Ueber Kautschuklianen und andere Apocyneen, nebst Bemerkungen über Hevea und einem Versuch zur Lösung der Nomenklaturfrage. Gräfe & Sillem, Hamburg 1900
- Das proliferierende persönliche und das sachliche, konservative Prioritätsprinzip in der botanischen Nomenklatur. Hamburg, 1900
- Indonesische Acanthaceen: mit 8 Tafeln Nr. IX – XVI. Karras, Halle 1897
- Beiträge zur Anatomie der Convolvulaceen. Engelmann, Leipzig 1893
- Beiträge zur Morphogenie der Sporophylle und des Trophophylls in Beziehung zur Phylogenie der Kormophvten. In: Jahrbuch Hamb. Wiss. Anst. 19. 1901
- Die botanische Erforschung Mittelborneos. In: Naturwiss. Wochenschr. 11, 1896
- Ein neues Cypripedium aus Borneo. In: Nat. Tijdschr. N.I. 54, 1895
- Neue und bemerkenswerte Pflanzen aus dem Malaiisch-Papuanischen Inselmeer’ I-III. In: Ann. Jard. But. Buit. 13, 1896
- Paphiopedilum amabile und die Hochgebirgsflora des Berges Klamm in West Borneo, nebst einer Übersicht über die Gattung Paphiopedilum’. In: Ann. Jard. Bot. Buit. 14, 1897
- Beiträge zur Flora von Borneo. In: Beih. Bot. Centr. Bl. 2e Abt. 34, 1916

- Short sketch of the life and scientific education of Hans Hallier Ph.D. (MS. made by Hallier himself in 1910, in Leiden Herbarium files); BACKER, Verkl. Woordenb., 1936.